# ロイド・D・ブラウン
ロイド・デイヴィッドソン・ブラウン（英語: Lloyd Davidson Brown, 1892年7月28日 - 1950年2月17日）は、アメリカ合衆国の軍人。アメリカ陸軍の将校として第28歩兵師団長などを歴任した。最終階級は少将。

## 入隊まで
1892年、ジョージア州シャロンにて生を受ける。1908年には同州オーガスタのリッチモンド郡学院、1912年にはジョージア大学をそれぞれ卒業している。在学中には友愛組織ファイ・デルタ・シータおよびファイ・ベータ・カッパの会員になっている。大学卒業後はジョージア州軍学校へ進学した。

## 第一次世界大戦
1917年、ブラウンは陸軍歩兵科少尉に任官し、第26歩兵師団に配属された。第一次世界大戦中はフランス戦線に派遣され、第5歩兵師団第61歩兵連隊G中隊長を務めた。

## 第一次世界大戦後
終戦後、ブラウンはジョージア州ゲインズビルのリバーサイド軍学校で軍事科学分野の教授を務めたほか、フィリピン駐屯の第45歩兵連隊で中隊長や連隊付計画・作戦・訓練幕僚として勤務した。
1923年に歩兵将校課程、1928年に上級歩兵課程を修了し、1930年には指揮幕僚大学を卒業した。
1930年代後半、ブラウンは州兵総局に配属され、イリノイ州軍第131歩兵連隊にて顧問および教官を務めた。

## 第二次世界大戦
第二次世界大戦勃発時、ブラウンは陸軍省に勤務していた。その後、地上軍本部で作戦・訓練参謀長補を務める。戦時体制下で陸軍が拡大する中、ブラウンは州兵の上層部を占める古参将校らに低い勤務評価を与え、より評価の高い連邦軍将校を招いて彼らを優遇するという手法を推奨していた為に非難を受けた。
1942年、第102歩兵師団の師団長補に就任し、これに合わせて准将への一時昇進を受けている。
1943年2月、オマール・ブラッドレーの後任として第28歩兵師団の師団長に就任し、少将への一時昇進を受けた。ブラウン指揮下の第28歩兵師団はイングランドで訓練を行った後、コブラ作戦におけるノルマンディー攻撃に参加した。1944年8月、攻勢の遅れを理由に師団長を解任される。
ブラウンへの評価は一定しない。第19軍団司令官チャールズ・コーレット将軍はブラウンについて、病気と「衰え」（rundown）の為に医療休暇が必要だと考えていた。ブラウンの指揮下にあったある大隊長は、ブラウンが戦闘において大部隊を率いようと試みなかったと回想した上、彼を指して「半狂乱」（frantic）と評した。前任者でもある第12軍集団司令官ブラッドリー将軍や連合国遠征軍最高司令部司令官ドワイト・D・アイゼンハワー将軍は、ブラウンを勇敢ではあるものの、将兵を鼓舞することができない指揮官だと評価しており、それ故に彼の部隊が十分な働きを示せなかったのだと考えていた。通常、師団長を解任された将校はその後も他隊で指揮を執ることが多い。ところが、ブラウンの場合はアイゼンハワーから陸軍参謀総長ジョージ・マーシャル将軍に対し、「ブラウンを指揮官に復帰させるべきではない」という助言が行われたのである。
大佐の階級に復帰したブラウンは幕僚や歩兵学校訓練監督などを務め、1948年に退役するまで部隊の指揮を執らなかった。1949年、退役者名簿に掲載されるにあたって少将に昇進している。

## 受章
ブラウンは陸軍将校として銀星章やレジオン・オブ・メリットを受章しているほか、フォート・ベニングには彼の名に因んだロイド・ブラウン・ホール（Lloyd Brown Hall）がある。
ブラウンはジョージア州ワシントンの1814年頃に建てられたライトナー＝ノリス・ホーム（Leitner-Norris Home）という邸宅に暮らしていた。この建物は個人所有の邸宅だが、地元の歴史的建造物に指定されている。

## 死去
1950年2月17日、ワシントンにて死去した。遺体は同地のレステーブン墓地（Resthaven Cemetery）に埋葬された。

## 家族
最初の妻ベニータ・アレン（Benita Allen, 1895年 - 1925年）とは1919年に結婚した。1929年、キャサリン・グリーン・ブラウン（Katherine Green Brown, 1895年 - 1981年）と再婚した 最初の妻ベニータとの間には息子アレン・デイヴィッドソン・ブラウン（Allen Davidson Brown, 1925年 - 2001年）があった。